# Накасэндо

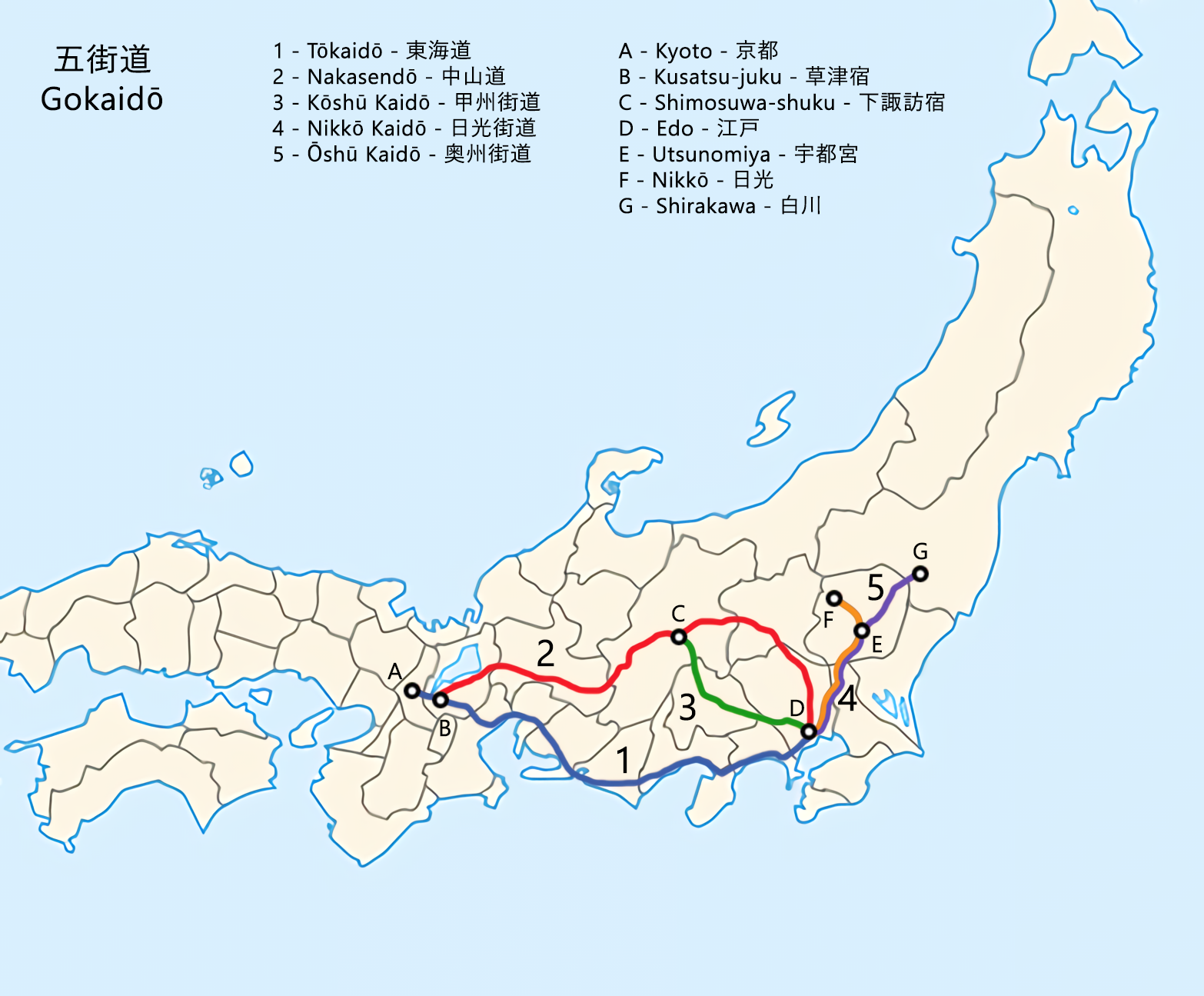
Сеть Гокайдо

Дорога Накасендо (яп. 中山道 «Центральный горный тракт»), которую также называли Кисокайдо (яп. 木曾街道) - одна из Пяти главных дорог (Гокайдо) в Японии Периода Эдо. Она соединяла город Эдо (теперь Токио) со столицей, Киото, однако в отличие от Токайдо проходила через центральную часть острова Хонсю. Тракт включал в себя 69 почтовых станции (см. Шестьдесят девять станций Кисокайдо, запечатлённые на знаменитой серии гравюр художников Кэйсай Эйсэна и Утагава Хиросигэ), между Эдо и Киото, которые проходили через провинции Мусаси, Кодзукэ, Синано, Мино и Оми. В дополнение к Токио и Киото, Накасандэ проходила через современные префектуры Сайтама, Гумма , Нагано, Гифу  и Сига, общая протяженность составляет около 534 км (332 миль).
Так как в отличие от тянущейся вдоль берега Токайдо Накасэндо проходила по внутренней, горной части страны, его название, можно перевести как «中 = центр, 山 = гора; 道 = дорога или тракт» (в отличие от Токайдо, что примерно означало «восточный приморский тракт»). Поскольку это была хорошо развитая дорога, многие известные люди, в том числе хайку - мастер Мацуо Басё, путешествовали с помощью неё.

## Создание Накасэндо
В первые годы эпохи Эдо произошло много политических, правовых, культурных и интеллектуальных изменений. Среди них было реконструкция тысячелетней дороги Японии. Пять дорог официально были назначены в качестве официальных маршрутов для использования Сёгун и Даймё и обеспечить Сёгунат Тотугавы сетью связи, которая должна была стабилизировать и управлять страной. Одна из этих пяти дорог была Накасэндо, которая простиралась от Эдо, через центральные горные хребты Хонсю до Киото.

До установления этих официальных торговых путей существовало много более коротких маршрутов, которые связывали города на разных расстояниях. Например, одиннадцать почтовых городов Кисодзи становятся частью Накасенда (от Никава-джуку до Магоме-джуку ). До периода Эдо маршрут назывался как «Песчаный» («горный маршрут»), так и «Тосандо» («восточный горный тракт»). Во время периода Эдо имя было изменено на Накасэндо и записывалось как 中山道 и 中仙道, но Сёгунат Токугава установил 中山道 в качестве официального названия в 1716 году.

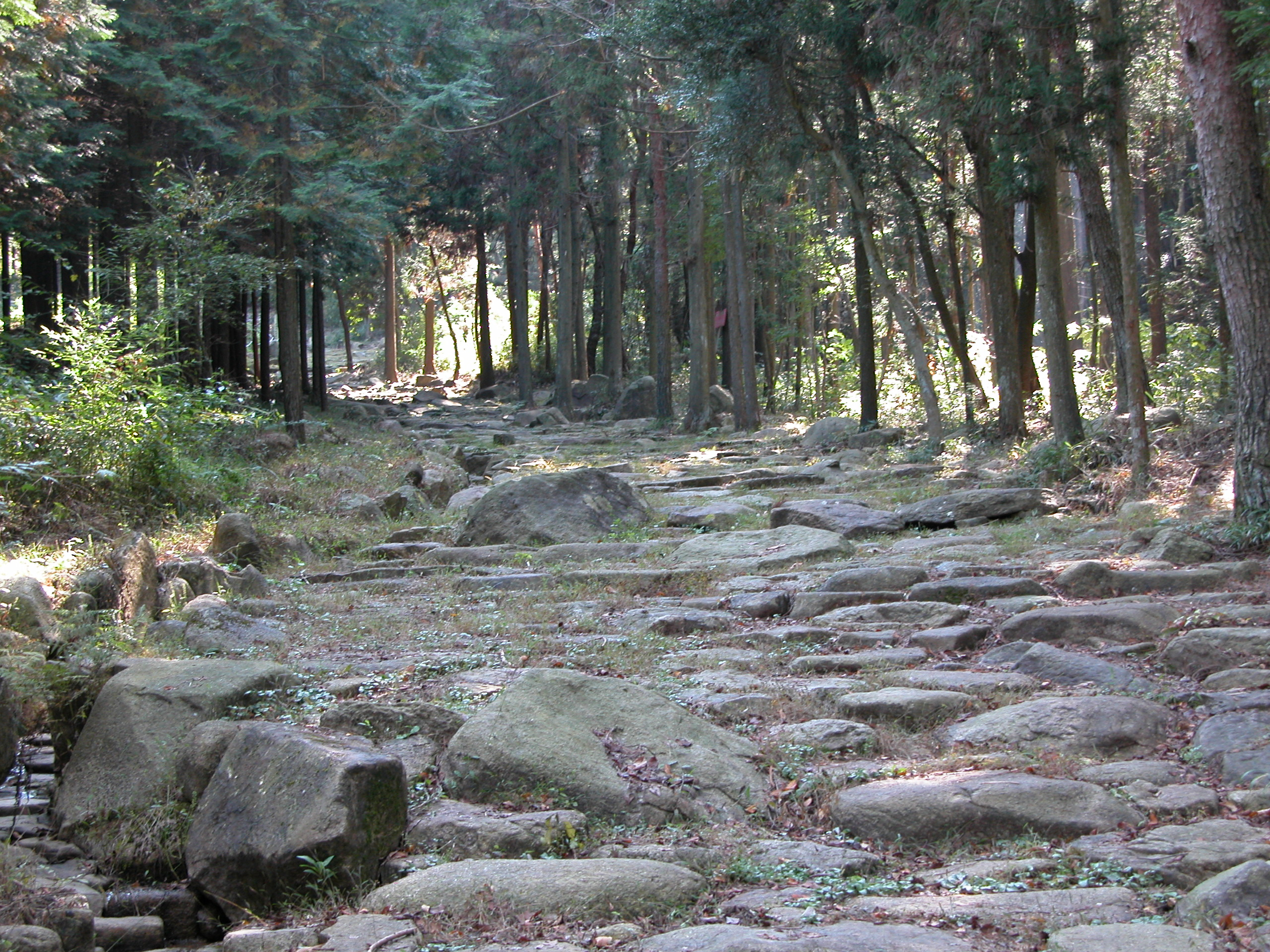
Остатки ишидатами (каменное мощение) на Накасэнде
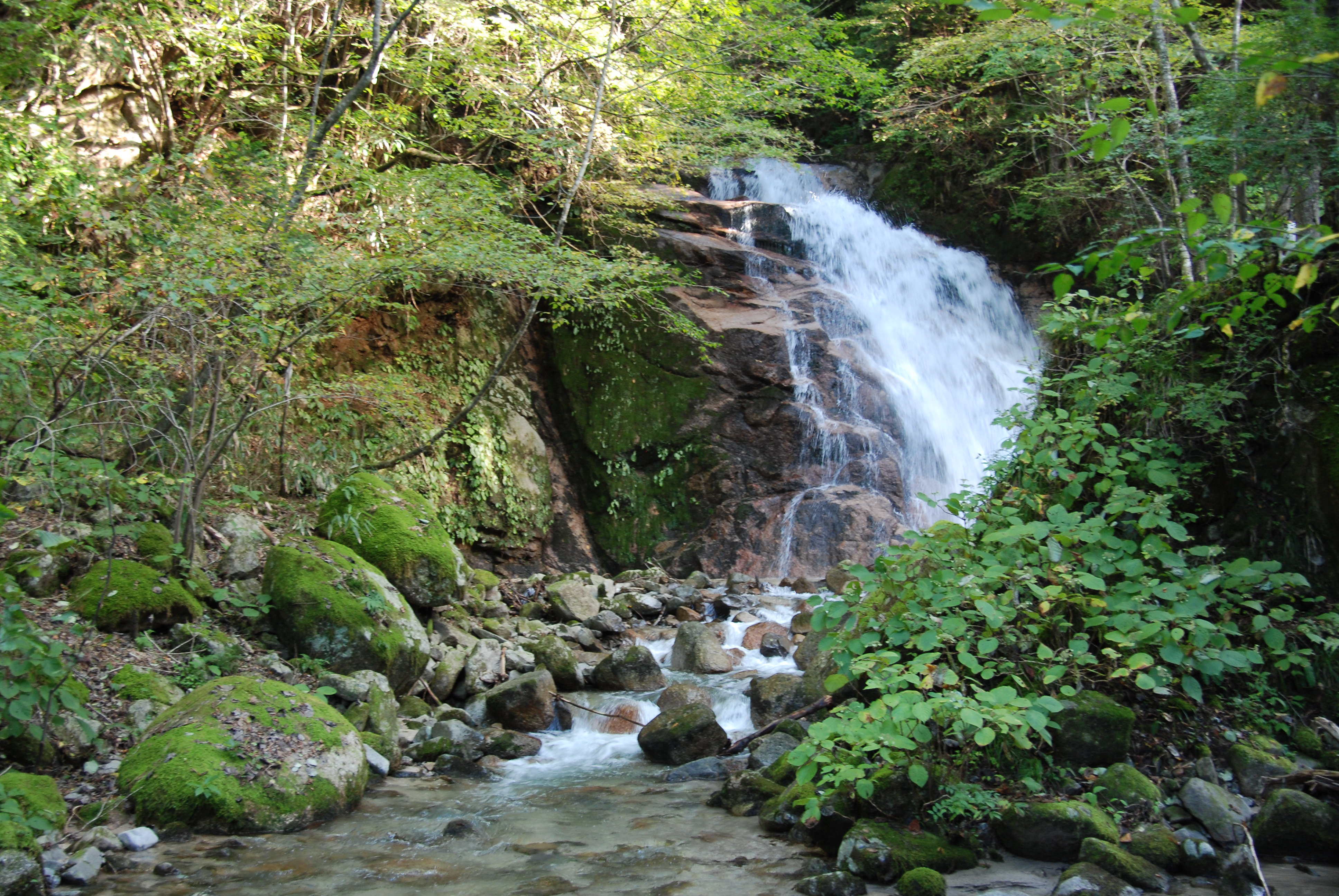
Водопад Одаки к западу от Цумаго-дзюку
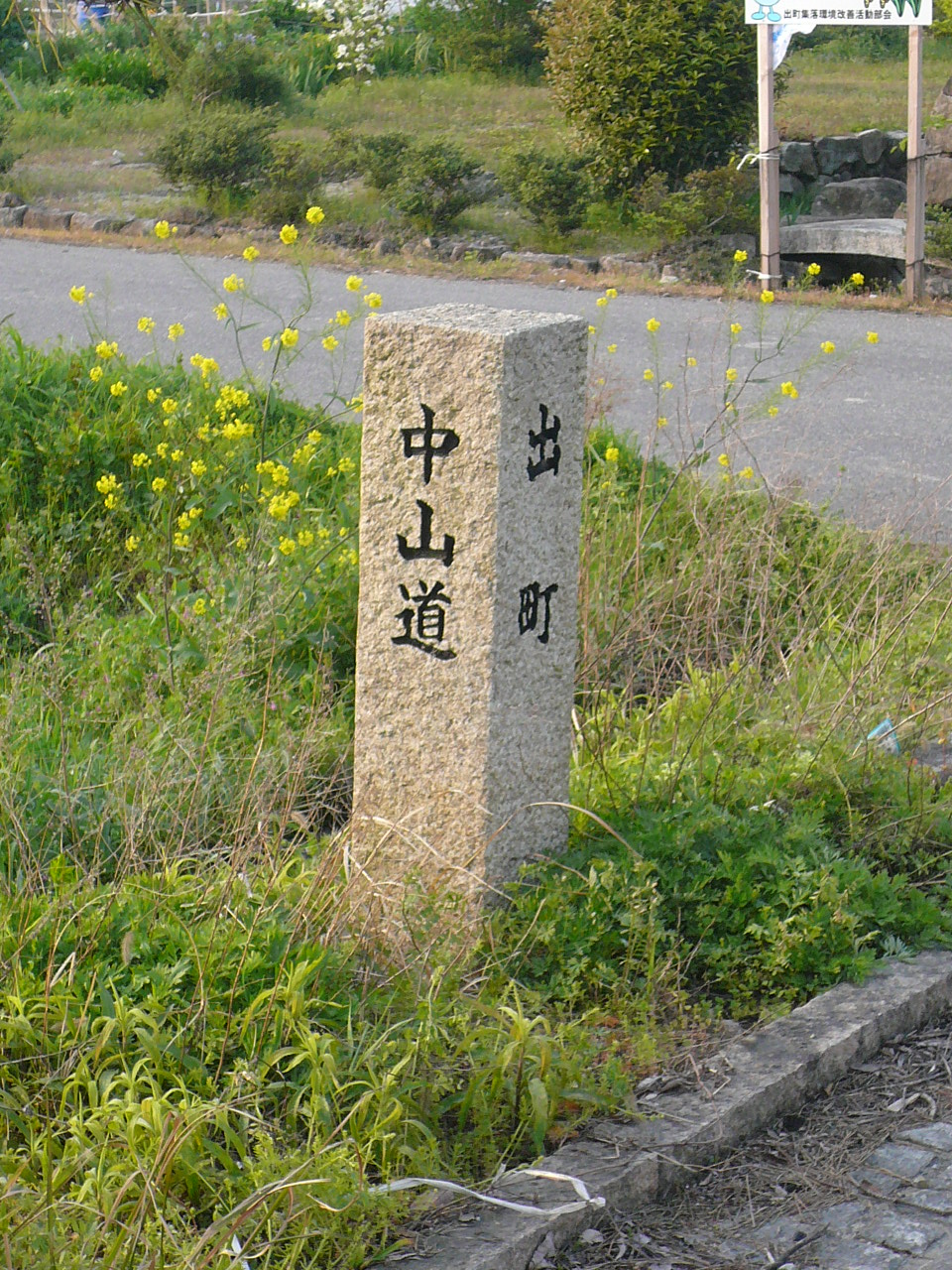
Современный путеводитель для Накасэндо близ Такмия-дзюку
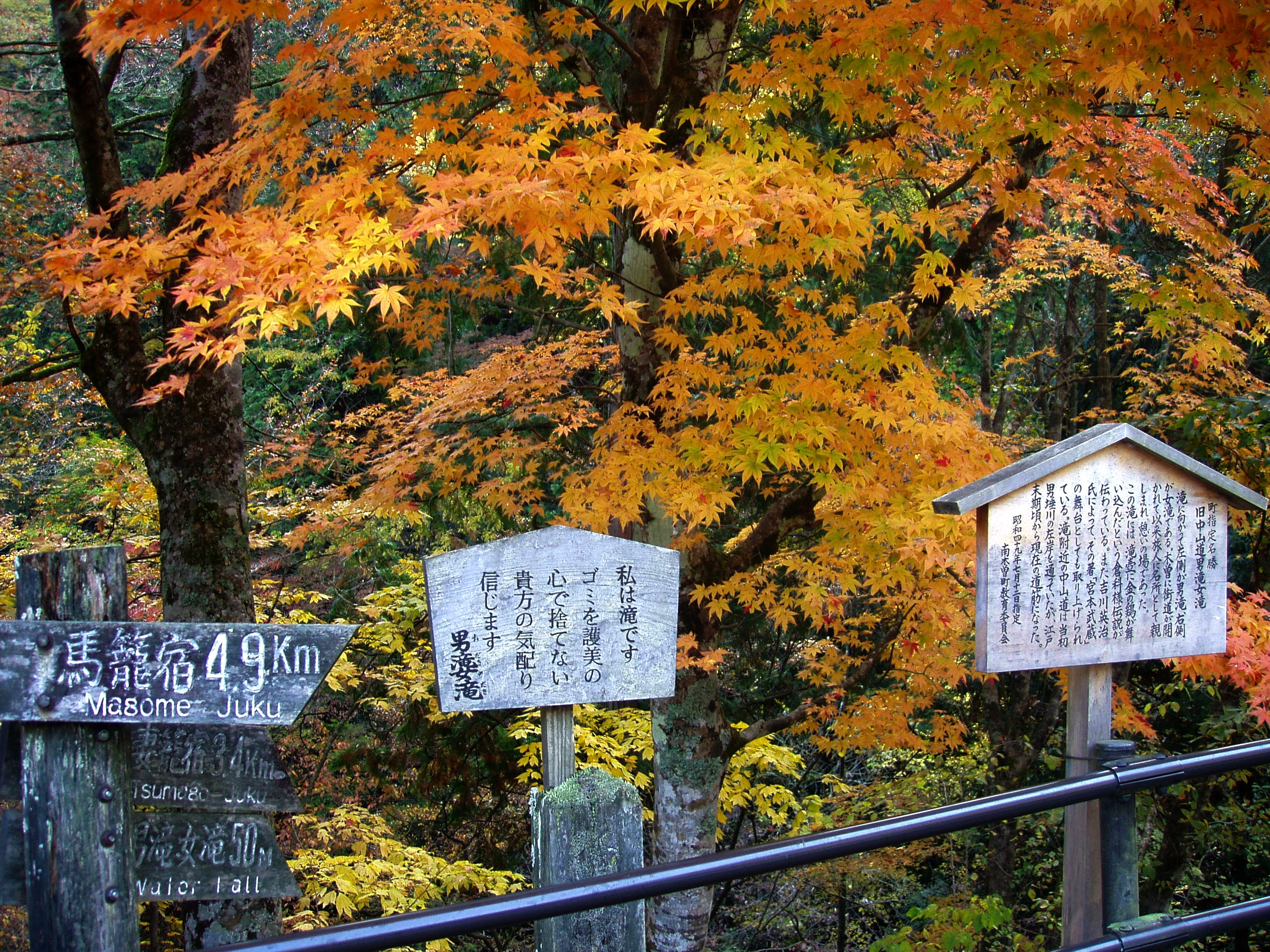
Вдоль Накасэндо между Цумаго и Магоме